# 高久昌義
高久 昌義（たかく まさよし、1971年7月19日 - ）は、日本の空手家（六段）。栃木県出身。錬空武館（高久道場）館長。

## 来歴
- 1984年　極真会館栃木支部入門
- 1993年　極真会館東京城南支部廣重毅のもとへ
- 1994年　神奈川大会優勝
- 1995年　第6回全世界大会出場
- 1996年　第13回全日本ウェイト制大会重量級優勝、第28回全日本大会3位入賞
- 1997年　全世界ウェイト制大会軽重量級優勝（決勝戦で堀池典久を下す）
- 1999年　第7回全世界大会ベスト16
- 2003年　40人組手を無敗で完遂
- 2013年　錬空武館高久道場を設立
- 2023年　錬空武館が賛助会員として国際空手道連盟に加盟